# 오만 축구 협회

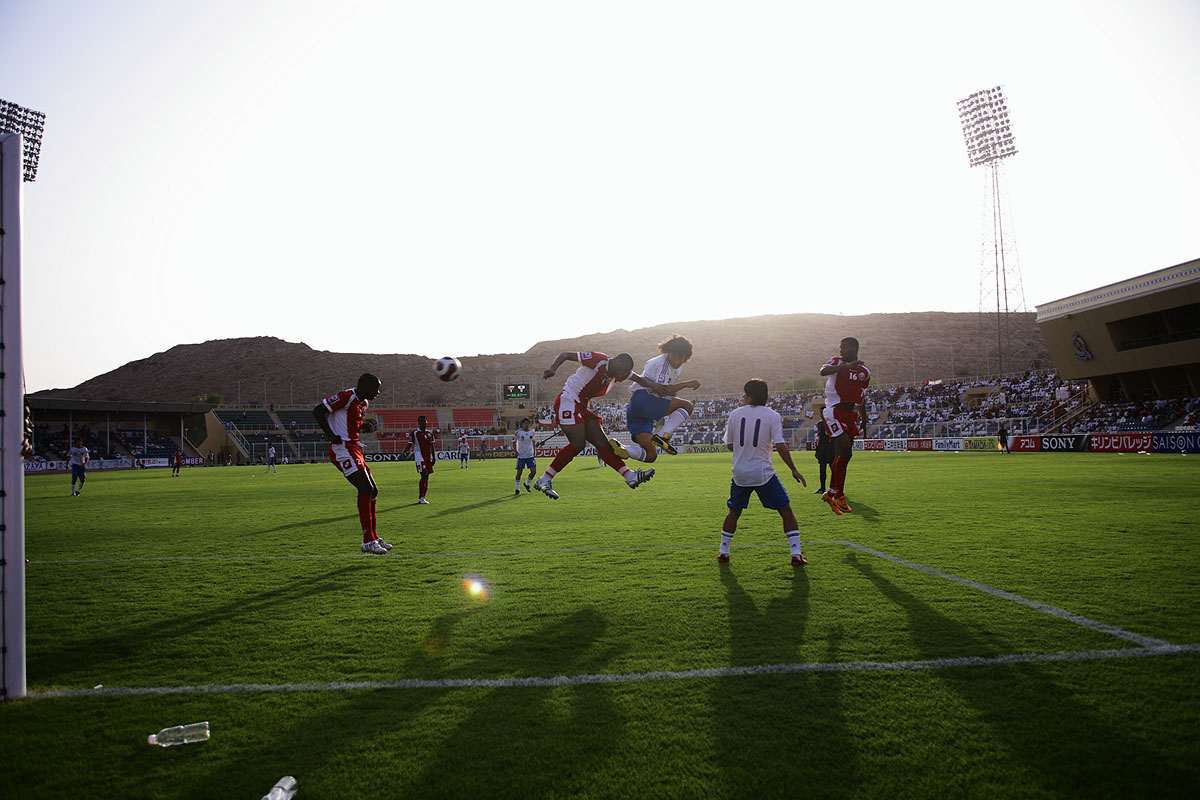

오만 축구 협회(아랍어: الاتحاد العُماني لكرة القدم), 영어: Oman Football Association)는 오만의 축구 협회이다. 국제축구연맹(FIFA)과 아시아 축구 연맹(AFC)에 가입되어 있다. 오만 리그, 오만 축구 국가대표팀 등을 관리하고 술탄 카부스 컵, 오만 슈퍼컵 등의 공식 경기를 주최한다.

## 같이 보기
- 아시아 축구 연맹
- 서아시아 축구 연맹
- 오만 축구 국가대표팀
- 오만 여자 축구 국가대표팀
- 오만 리그